# Poospiza
Poospiza és un gènere d'ocells de la família dels tràupids (Thraupidae). Agrupa deu espècies natives d'Amèrica del Sud, on es distribueixen des de l'oest de Veneçuela fins al centre d'Argentina. La majoria de les espècies habita en regions andines o adjacents de l'oest del continent, excepte una (Poospiza nigrorufa) que habita al centre oriental.
El gènere, en demostrar-se polifilètic, va passar per una gran transformació taxonòmica l'any 2016, quan nou espècies van ser transferides  a altres gèneres i quatre espècies anteriorment en altres gèneres van ser incorporades.

## Taxonomia
El gènere Poospiza va ser creat per l'ornitòleg alemany Jean Cabanis el 1847, amb Emberiza nigrorufa com a espècie tipus.
Durant dècades col·locat a la família Emberizidae, aquest gènere va ser transferit a Thraupidae amb base en diversos estudis genètics, com ara els de Burns et al. 2002, 2003; Klicka et al. 2007 i Campagna et al. 2011. La Proposta N° 512 al Comitè de Classificació de Sud-americà (SACC) de novembre de 2011, va aprovar la transferència de diversos gèneres (entre els quals Poospiza) d'Emberizidae a Thraupidae.
Estudis genètics anteriors ja indicaven que el gènere Poospiza, com llavors definit, era polifilètic. que havia de restringir-se a Poospiza hispaniolensis, P. rubecula, P. nigrorufa, P. boliviana i P. ornata. Addicionalment es va trobar que espècies en altres gèneres, les llavors anomenada Hemispingus rufosuperciliaris i Hemispingus goeringi, i Compsospiza garleppi i Compsospiza baeri estaven més properes d'aquell grup. Sobre aquesta base, Burns et al. (2016) van recomanar:
1. la transferència de les quatre últimes espècies per a Poospiza;
2. la resurrecció del gènere Poospizopsis per a Poospiza caesar i P. hypocondria;
3. el reconeixement d'un nou gènere Castanozoster per a Poospiza thoracica;
4. la resurrecció del gènere Microspingus per transferir la resta de les espècies: Poospiza alticola, P. cabanisi, P. cinerea, P. erythrophrys, P. lateralis, P. melanoleuca i P. torquata.

A la Proposta N° 730 Part 08 al SACC es va aprovar la transferència dels dos Hemispingus i dels dos Compsospiza per a la nova configuració del present gènere. A les parts 12, 13 i 14 de la mateixa Proposta N° 730 es van aprovar els altres canvis descrits.
Segons la Classificació del Congrés Ornitològic Internacional (versió 14.2, 2024) aquest gènere està format per 10 espècies:
- Xipiu de Bolívia (Poospiza boliviana Share, 1888)
- Xipiu canyella (Poospiza ornata Landbeck, 1865)
- Xipiu bigotut de la pampa (Poospiza nigrorufa d'Orbigny & Lafresnaye, 1837)
- Xipiu bigotut andí (Poospiza whitii Sclater, PL, 1883)
- Xipiu emmascarat (Poospiza hispaniolensis Bonaparte, 1850)
- Xipiu diademat (Poospiza rubecula Salvin, 1895)
- Xipiu de Tucumán (Poospiza baeri Oustalet, 1904)
- Xipiu de Cochabamba (Poospiza garleppi Berlepsch, 1893)
- Xipiu de Goering (Poospiza goeringi Sclater, PL & Salvin, 1871)
- Xipiu cella-rogenc (Poospiza rufosuperciliaris Blake & Hocking, 1974)